# Rebordainhos
Rebordainhos è una ex freguesia (frazione) nella città di Braganza. Conta 188 abitanti (2001) e ricopre un'area di 12.297 km², il che corrisponde ad una densità di 15,3 ab/km².